# Halowe Mistrzostwa Europy w Lekkoatletyce 1981 – bieg na 400 m mężczyzn
Bieg na 400 metrów mężczyzn – jedna z konkurencji biegowych rozgrywanych podczas halowych lekkoatletycznych mistrzostw Europy w Palais des Sports w Grenoble. Eliminacje i półfinały zostały rozegrane 21 lutego, a bieg finałowy 22 lutego 1981. Zwyciężył reprezentant Niemieckiej Republiki Demokratycznej Andreas Knebel. Tytułu zdobytego na poprzednich mistrzostwach nie bronił Nikołaj Czerniecki ze Związku Radzieckiego.

## Rezultaty

### Eliminacje
Rozegrano 4 biegi eliminacyjne, do których przystąpiło 13 biegaczy. Awans do półfinału dawało zajęcie jednego z pierwszych dwóch miejsc w swoim biegu (Q). 
Opracowano na podstawie materiału źródłowego.
Bieg 1
| Miejsce | Zawodnik       | Czas  | Uwagi |
| ------- | -------------- | ----- | ----- |
| 1       | Dinko Penew    | 47,58 | Q     |
| 2       | Didier Dubois  | 47,93 | Q     |
| 3       | Roberto Ribaud | 49,53 |       |
| –       | Hartmut Weber  | DNF   |       |

Bieg 2
| Miejsce | Zawodnik          | Czas  | Uwagi |
| ------- | ----------------- | ----- | ----- |
| 1       | Andreas Knebel    | 47,86 | Q     |
| 2       | Martin Weppler    | 48,11 | Q     |
| 3       | Benjamín González | 48,37 |       |

Bieg 3
| Miejsce | Zawodnik        | Czas  | Uwagi |
| ------- | --------------- | ----- | ----- |
| 1       | Jacques Fellice | 48,17 | Q     |
| 2       | Koen Gijsbers   | 48,21 | Q     |
| 3       | Ainsley Bennett | 48,23 |       |

Bieg 4
| Miejsce | Zawodnik           | Czas  | Uwagi |
| ------- | ------------------ | ----- | ----- |
| 1       | Stefano Malinverni | 48,44 | Q     |
| 2       | Paul Bourdin       | 48,49 | Q     |
| 3       | Rolf Gisler        | 48,86 |       |

### Półfinały
Rozegrano 2 biegi półfinałowe, w których wystartowało 8 biegaczy. Awans do finału dawało zajęcie jednego z dwóch pierwszych miejsc w swoim biegu (Q).
Opracowano na podstawie materiału źródłowego.
Bieg 1
| Miejsce | Zawodnik           | Czas  | Uwagi |
| ------- | ------------------ | ----- | ----- |
| 1       | Martin Weppler     | 48,04 | Q     |
| 2       | Stefano Malinverni | 48,27 | Q     |
| 3       | Dinko Penew        | 48,50 |       |
| 4       | Jacques Fellice    | 48,61 |       |

Bieg 2
| Miejsce | Zawodnik       | Czas  | Uwagi |
| ------- | -------------- | ----- | ----- |
| 1       | Andreas Knebel | 47,10 | Q     |
| 2       | Paul Bourdin   | 47,43 | Q     |
| 3       | Didier Dubois  | 47,68 |       |
| 4       | Koen Gijsbers  | 48,23 |       |

### Finał
Opracowano na podstawie materiału źródłowego.
| Miejsce | Zawodnik           | Czas  |
| ------- | ------------------ | ----- |
| 1       | Andreas Knebel     | 46,52 |
| 2       | Martin Weppler     | 46,88 |
| 3       | Stefano Malinverni | 46,96 |
| 4       | Paul Bourdin       | 47,69 |